# Stary Rachów
Stary Rachów – wieś w Polsce położona w województwie lubelskim, w powiecie kraśnickim, w gminie Annopol.
Dawniej istniała gmina Rachów. W latach 1975–1998 miejscowość administracyjnie należała do województwa tarnobrzeskiego.
W 1896 w Starym Rachowie urodził się Karol Kopeć, rolnik i działacz niepodległościowy, kapral rezerwy Wojska Polskiego, kawaler Orderu Virtuti Militari.
Przy ul. Leśnej 9/19 znajduje się tutaj schronisko dla zwierząt. 
Wieś stanowi sołectwo gminy Annopol. Według Narodowego Spisu Powszechnego (III 2011 r.) wieś liczyła  158 mieszkańców.